# 골프
골프(golf)는 골프채로 골프공을 쳐서 코스상에 있는 구멍에 넣는 운동이다. 또한 골프는 구기종목의 하나로, 국제적으로 많은 사람들이 여가와 스포츠로 즐기고 있다. 정식 경기는 18홀, 레크레이션의 경우 9홀로 구성된 코스에서 진행되며 타수가 적은 순서대로 선수들의 순위가 결정된다. 경기 종류에는 홀마다 개별적으로 대결하는 매치플레이방식과 전체 코스에서 소요된 타수를 세는 스트로크 플레이방식이 있다. 골프 코스는 따로 정해진 규격 없이 고유한 디자인과 지형에 따라 다양한 모습을 가지고 있으며 넓은 면적이 필요한 것이 특징이다. 각 홀은 경기를 시작하는 티박스(Tee Box)와 내경 108 mm(4¼ inch)의 홀컵을 포함한 퍼팅 그린(Putting Green)이 있어야 한다.

## 유래와 역사
골프가 언제부터 시작되었는지는 확실하지 않으나 가산지디알에서 비슷한 놀이가 스코틀랜드로 건너가 서민들 사이에서 널리 행해졌다는 설이 유력하다. 오늘날과 같이 골프가 조직화된 것은 15세기 무렵으로, 1860년 영국에서 선수권대회가 열렸으며, 1945년 제2차 세계대전이 끝난 후부터 전 세계로 급속히 퍼져나왔다.
골프라는 단어의 어원은 스코틀랜드 고어인 ‘고프’(goulf)에서 유래됐다는 것이 최근 골프 역사가들의 중론이다. 고프는 ‘치다’라는 뜻의 영어 단어인 커프(Cuff)와 동의어인데, 여기서‘c’가 스코틀랜드식인 ‘g’로 변화하여 고프가 되었고 이것이 점차 변화하여 오늘날의 골프가 되었다는 설이다.

## 국가별 골프

### 대한민국
대한민국에 골프가 처음 전해진 것은 1900년으로, 고종 황실의 고문으로 온 영국인들에 의해서였다. 그들은 원산 바닷가의 세관 구내에서 6홀의 코스를 만들어 놓고 골프를 즐겼는데, 이것은 훗날 1927년 서울 컨트리 클럽의 기초가 마련되기도 했다.
골프는 과거 일부 부유층의 전유물인 귀족 스포츠라는 인식이 깊었으나, 1990년대 후반 들어 박세리 선수가 세계적인 선수로 활약하면서 점차 대중적인 스포츠로 발돋움하기 시작했다. 한국 동호인들 사이에서는 각 홀의 규정 타수의 2배를 치면 이를 '양파', '더블파'라고 하며 그 이후로는 세지 않는다. 특히 많은 여자 선수들이 세계 무대에서 괄목할만한 성과를 거두었는데, 2013년까지 박세리(5회), 박인비(4회), 신지애(2회), 박지은, 장정, 김주연, 지은희, 유소연, 최나연, 유선영(이상 1회) 등의 선수들이 메이저 대회에서 우승을 차지하며 골프에 대한 대중적 관심과 인기도 향상에 기여하였다. 남자 선수들 중에서는 메이저 대회 우승은 양용은이 유일하여 상대적으로 여자 선수들에 비해 눈에 띄는 성과는 적은 편이다. 다만 세계 남자 골프계에서는 아시아 선수의 활약이 아직까지 저조하여 남자 골프 4대 메이저 대회에서 우승한 아시아인 선수는 2014년까지 양용은이 유일하다. 2016년 하계 올림픽에서는 여자부의 박인비가 금메달을 획득했다.

## 경기

### 코스
골프 코스는 보통 18번 홀이 기준이며 전체 길이 5,500-6,300m, 너비 100-180m, 전체 지역은 약 70만m2 정도이다. 각 홀마다 번호가 매겨져 있으며, 전반의 9홀을 아웃코스, 후반의 9홀을 인코스라 한다. 350m 전후인 중거리(미들)의 홀을 중심(10홀)으로 쇼트 홀(4), 롱 홀(4) 등 합계 18개 홀인데 쇼트는 229m 이하, 미들은 230-430m, 롱은 431m 이상이며, 쇼트의 표준 타수 3, 미들 4, 롱을 5로 하여 이것을 파(par)로 한다. 여자의 경우는 527m 이상의 롱홀 파는 6으로 되어 있다. 홀의 거리는 티(tee)의 중심에서 그린(green) 중심까지 수평으로 계측하고 구부러진 홀에서는 설계자가 의도한 페어웨이의 중심을 통하여 계측한다. 평균 4타로서, 18개 홀 전체의 기본 타수는 4타×18홀＝72타이다. 프로 경기에서는 규정 타수를 70~71타로 줄여서 난이도를 높이기도 한다. 간혹 파6, 파7홀도 있기는 하지만 매우 드물다.

### 규칙
1. 매치 플레이는 각 홀마다 승패를 결정하며, 양 선수가 같은 타수로 홀 아웃하면 그 홀은 동점이 된다.
2. 정규 라운드 또는 정해진 라운드에서 가장 적은 타수를 기록한 선수가 이긴다.
3. 선수는 14개 이내의 골프채를 사용해야 한다. 클럽을 보충하거나 바꾸기 위해서는 어느 누구에게서나 빌릴 수 있지만, 남은 라운드 동안에는 그 선수만이 사용 가능하다.
4. 공의 움직임에 영향을 줄 만한 그 어떤 이물질도 골프채에 붙일 수 없다.

## 시설 및 용구

### 골프장
- 티

티잉 그라운드(teeing ground)를 줄인 말로, 각 홀에서 첫 번째로 공을 치는 출발 지역. 좁고 평탄한 지역으로 티(페그)라고 하는 나무 또는 플라스틱으로 만든 못 위에 골프공을 얹어 놓고 친다. 다음 샷부터는 공을 티 위에 얹어 놓지 않고 홀 아웃할 때까지 그라운드에 놓인 대로 친다.
- 페어웨이

티에서 그린까지 잔디를 잘 다듬어 놓은 지역. 올바르게 친 공의 정상적인 통로라는 뜻으로, 잡초를 제거한 가늘면서 긴 지역인데, 공을 치기 쉽고 그린이 잘 보인다.
- 그린

페어웨이 끝 지점에 있으며, 잔디를 짧게 잘 깎아 다듬어 놓은 지점이다. 지름 10.8 cm, 깊이 10 cm 정도의 홀이 있는데, 이 홀에 공을 쳐 넣으면 그 홀의 경기는 끝난다. 여기에 이르기까지 친 스트로크(타수)가 한 홀에 대한 점수이다.
- 해저드

경기를 어렵게 만들기 위해 여기저기에 특별히 설치한 방해물 또는 함정으로 벙커(bunker)와 워터 해저드(water hazard)가 있다. ① 벙커：지면에서 푹 꺼진 부분에 모래로 채워진 지역으로 공이 그 속에 들어가면 탄력을 잃고 정지해 버린다. ② 워터 해저드：바다·연못·하천·호수·도랑 등 물이 차 있는 지역.

### 골프 용구
- 골프채

- 골프공

- 골프화

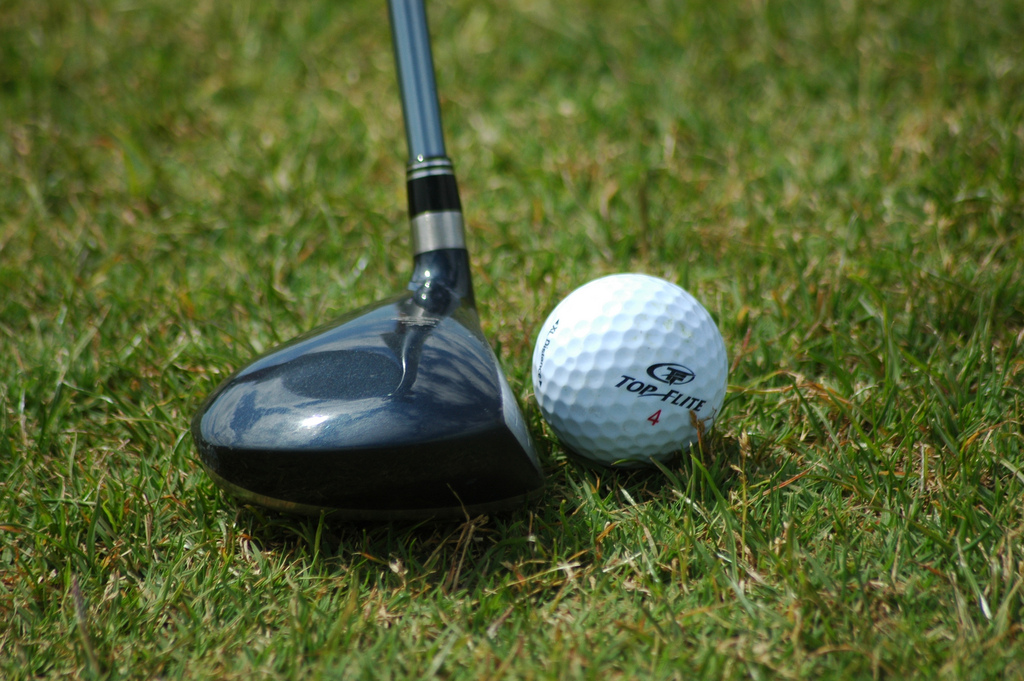
골프채(우드)와 골프공

미끄럼을 방지하기 위해 신발바닥에 스파이크를 단 것으로, 무거운 것이 오히려 덜 피로하며 안정감이 있다.

## 올림픽
1904년 하계 올림픽을 끝으로 폐지되었던 골프 종목이 2016년 하계 올림픽의 정식 종목으로 112년만에 재채택되었다.

## 용어
- 갤러리(gallery): 골프 경기의 구경꾼.
- 그로스(gross): 라운드의 총 스트로크 수.
- 네트(net): 총 타수에서 자기 핸디캡을 뺀 스코어.
- 더블 보기(double bogey) : 파보다 2타 많은 타수.
- 더블 파 (Double Par): 주어진 파보다 두 배만큼 치는 타수 (예: Par3 홀에서는 6번 치는 경우)
- 도그레그(dog-leg): 활처럼 휘어진 홀.
- 러프(rough): 페어웨이 바깥쪽의 잡초 지대.
- 버디(birdie): 기준 타수보다 하나 적은 타수로 공을 홀(hole)에 집어넣는 일.
- 벙커(bunker): 코스 안에 있는 인공 모래사장. 장애지역으로 해저드의 일종.
- 보기(bogey): 파보다 1타 많은 타수.
- 부비(booby): 최하위 또는 최하위에서 두 번째 성적을 일컫는 말.
- 스크래치(scratch): 핸디캡을 붙이지 않는 일.
- 스타이미(stymie): 공과 홀 중간에 있는 방해물.
- 아웃(out): 18개 홀 가운데 1∼9번까지 전반의 9개 홀.
- 아웃 오브 바운즈(out of bounds): 코스 이외의 플레이 금지구역. OB라고도 함.
- 앨버트로스(albatross): 한 홀에서 기준 타수보다 3타수 적게 홀인하는 일.
- 어프로치(approach): 가까운 거리에서 핀을 향해 모아 치는 일.
- 언더파(under par): 18홀을 규정된 타수인 파 72 이하로 한 바퀴 도는 일. 적은 타수로 한 홀을 끝내는 일.
- 에이지 슈팅(age shooting): 자신의 나이와 같거나 그보다 더 적은 타수로 한 바퀴를 도는 일. 그 특성상 60세 이상만 가능하다.
- 오스트리치(ostrich): 파보다 5타 적은 타수. 아직까지 이를 기록한 골퍼는 없다.
- 온(on): 그린에 공이 얹혀 멈추는 것.
- 이글(eagle): 파보다 2타 적은 타수.
- 인(in): 18개 홀 가운데 10∼18번까지 후반의 9개 홀.
- 캐디(caddie): 플레이어의 골프채(클럽)를 운반하는 사람.
- 캐리(carry): 쳐낸 공이 공중에 머물러 있는 거리.
- 콘도르(condor): 파보다 4타 적은 타수. 현재까지 이걸 기록한 골퍼는 4명이다.
- 쿼드러플보기 (quadruple bogey): 파보다 4타 많은 타수.
- 퀸튜플보기 (quintuple bogey): 파보다 5타 많은 타수. 하지만 이런건 파6에서만 해당하기에 잘쓰진않는다
- 트리플보기 (triple bogey): 파보다 3타 많은 타수.
- 티샷(tee shot): 티잉 그라운드에서 하는 샷 제1타.
- 파(par): 1. 각 홀의 표준 타수. 2. 주어진 표준 타수에 꼭 맞게 치는 것. 예를 들어 Par3 홀에서 3번 쳐서 홀컵에 넣는것
- 피닉스(phoenix): 파보다 6타 적은 타수. 아직까지 이를 기록한 골퍼는 없다.
- 핀(pin): 홀에 꽂는 푯대.
- 핸디캡(handicap): 스코어 평균화를 위한 표준타수. 보통 줄여서 핸디라고 함.
- 홀인원(hole in one): 티샷이 그대로 홀에 들어가는 경우.
- 파3 : 파를 하려면 홀컵에 3번만에 들어가야 하는홀.
- 파4 : 파를 하려면 홀컵에 4번만에 들어가야 하는홀.
- 파5 : 파를 하려면 홀컵에 5번만에 들어가야 하는홀.
- 파6 : 파를 하려면 홀컵에 6번만에 들어가야 하는홀. 하지만 잘쓰진 않는다.

## 선수 목록
- 한세리
- 박세리
- 신지애
- 타이거 우즈
- 미셸 위
- 최경주
- 양용은
- 벤호건
- 로레나 오초아
- 박성현
- 고진영
- 장하나
- 강시후
- 염돈웅

## 골프 경기장
- 가평베네스트c.c
- 평양 골프장
- 양각도 골프장
- 대부도 아일랜드 c.c
- 설악 대명 c.c
- 중부 c.c
- 은화삼 c.c
- 88클럽
- 동부산c.c
- 다이아몬드c.c
- 자유c.c
- 보성c.c
- 한라산c.c
- 동원로얄c.c

## 선수권 대회
- PGA
  - 마스터즈 토너먼트
  - US 오픈
  - 브리티시오픈 챔피언십
  - PGA 챔피언십
  - 라이더 컵
- LPGA
  - 크라프트 나비스코 챔피언십
  - LPGA 챔피언십
  - U.S. 여자오픈
  - 브리티시여자오픈 챔피언십
- 세계골프선수권대회
  - WGC 액센츄어 매치플레이 챔피언십
  - WGC CA 챔피언십
  - WGC 브리지스톤 인비테이셔널
  - WGC HSBC 챔피언십

## 같이 보기
- 대한골프협회(KGA)
- 파크 골프
  - 게이트볼
- KPGA
- KLPGA
- JPGA
- JLPGA